# Royal Zoute Golf Club
Pour les articles homonymes, voir Le Zoute (homonymie).

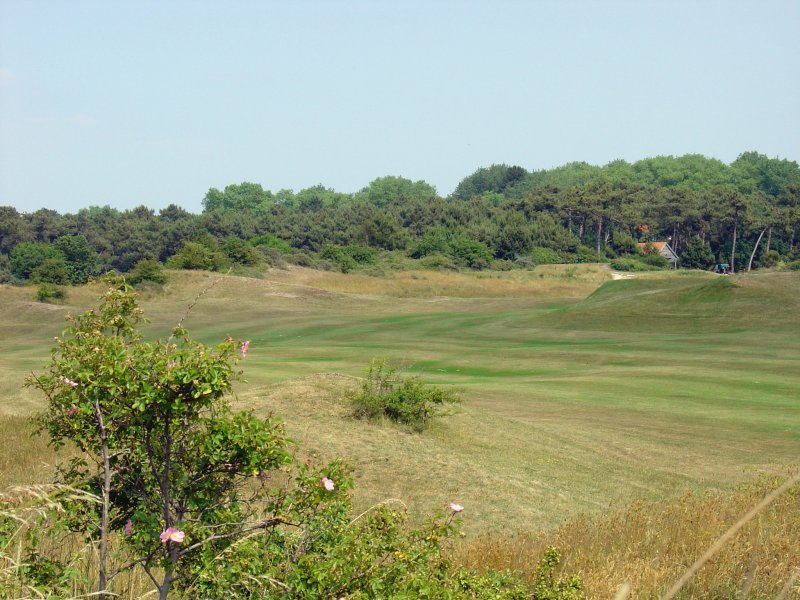
Royal Zoute (Dogleg)

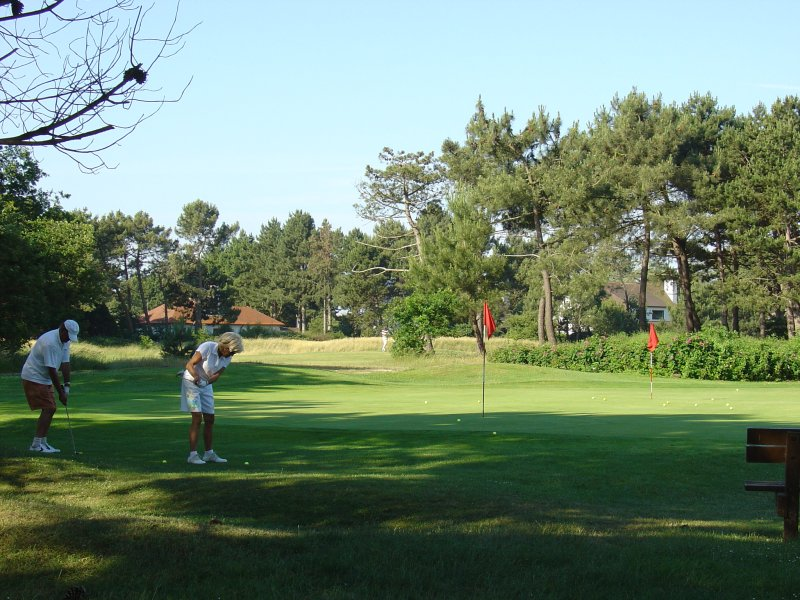
Royal Zoute (Chipping green)

C'est la colonie anglaise de Bruges qui crée en 1899 le Bruges Golf Club. Ce sera le point de départ du Royal Zoute Golf Club qui sera, à plusieurs reprises, le théâtre des derniers Opens de Belgique. Il a été imaginé par Maurice Lippens, un des grands visionnaires de l'époque. Il s'agit d'un parcours au bord de mer dans une zone dunaire, c'est donc un links.
Il reçut la note de 18/20 dans l'édition 2008/2009 du Peugeot Golf Guide.

## Les derniers vainqueurs de l'Open de Belgique au RZGC
| année               | Vainqueur            | Nationalité             | Score               |                     |
| Piaget Belgian Open | Piaget Belgian Open  | Piaget Belgian Open     | Piaget Belgian Open | Piaget Belgian Open |
| ------------------- | -------------------- | ----------------------- | ------------------- | ------------------- |
| 1992                | Miguel Ángel Jiménez | Drapeau de l'Espagne    | 274 (-10)           |                     |
| Alfred Dunhill Open |                      |                         |                     |                     |
| 1993                | Darren Clarke        |                         | 270 (-14)           |                     |
| 1994                | Nick Faldo           | Drapeau de l'Angleterre | 279 (-5)PO          |                     |
| Belgacom Open       |                      |                         |                     |                     |
| 1998                | Lee Westwood         | Drapeau de l'Angleterre | 268 (-16)PO         |                     |
| 1999                | Robert Karlsson      | Drapeau de la Suède     | 272 (-12)           |                     |
| 2000                | Lee Westwood         | Drapeau de l'Angleterre | 266 (-18)           |                     |